# Світловий пучок

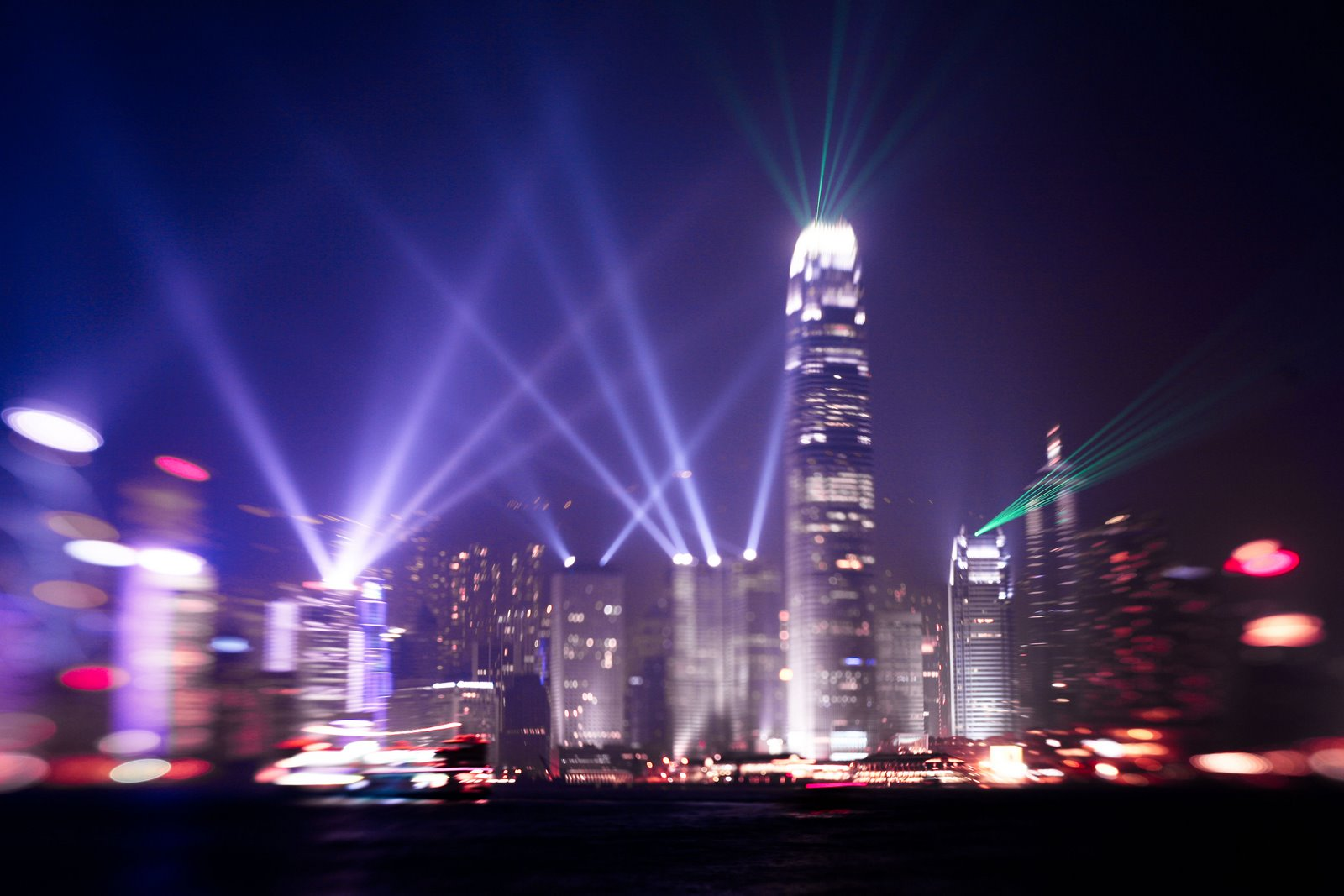
Світлові пучки в «Симфонії світла», Гонконг

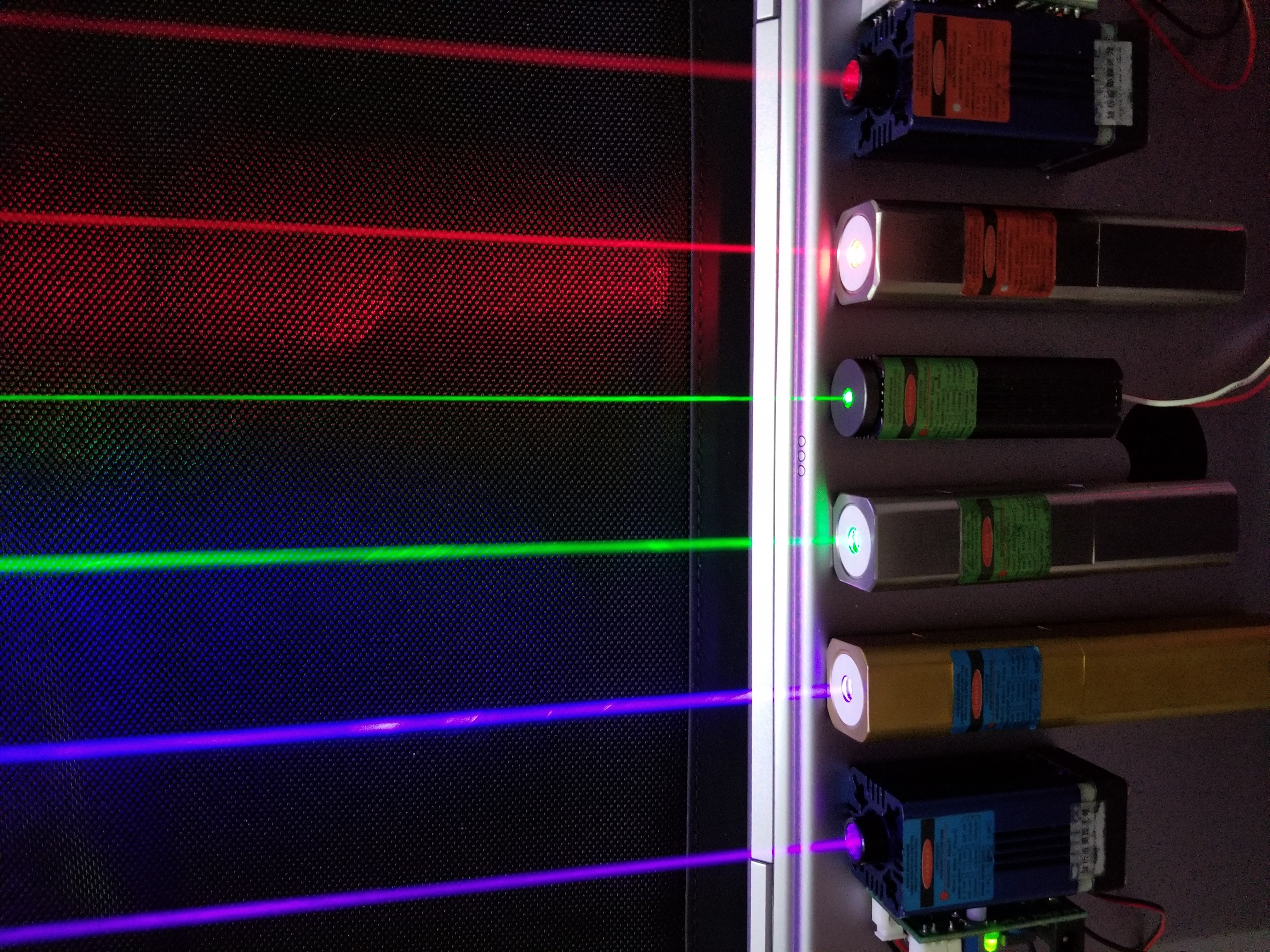
Лазерні пучки

Світловий пучок — просторово обмежений у напрямку, перпендикулярному до розповсюдження, потік світла. Світлові пучки утворюються при проходженні сферичного потоку світла від джерела через апертуру. Пучки від джерела розбіжні, що означає, що їхній поперечний переріз збільшується з віддаллю. При проходженні через певні оптичні системи, наприклад, збірні лінзи, світловий пучок може стати збіжним. Окремий випадок складають важливі для досліджень колімовані пучки, тобто пучки, світлові промені в яких паралельні.
Важливою характеристикою світлових пучків є розбіжність. Найменшу розбіжність забезпечують пучки світла лазерів.

## Інтернет-ресурси
- A short video showing how you can put sound on a light beam and transmit it by the Vega Science Trust